# NGC 1099
NGC 1099 é uma galáxia espiral barrada (SBb) localizada na direcção da constelação de Eridanus. Possui uma declinação de -17° 42' 31" e uma ascensão recta de 2 horas, 45 minutos e 17,8 segundos.
A galáxia NGC 1099 foi descoberta em 1886 por Frank Leavenworth.